# 時間脫離者
是2016年4月13日上映的一部韓國懸疑片，由《假如愛有天意》《野蠻師姐》的導演郭在容執導，講述了身在1983年的老師白智煥和生活在2015年的刑警金建宇通過夢境聯手拯救所愛之人的故事。

## 演員

### 主要演員
- 林秀晶 飾演 徐允珍／鄭素恩
- 曹政奭 飾演 白智煥
- 李陣郁 飾演 金建宇

### 其他人物
- 鄭進永 飾演 姜承範
  - 李泰利 饰演 少年时期的姜承范
- 李己雨 飾演 李泰秀
- 溫朱莞 飾演 朴老師
- 全信煥 飾演 生物老師，殺死徐允珍的兇手，也是劇情未改變前的婦女連續謀殺案以及禮堂縱火事件的兇手。[5]
- 金寶拉 飾演 崔賢珠
- 智秀 飾演 尹善經[6]
- 趙善穆 飾演 西京高中校監
- 南泰富 飾演 中國餐館男學生1
- 李相熹 饰演 计程车司机
- 徐光宰 饰演 工人2
- 尹炳熙 饰演 赌徒1
- 李春 饰演 躲球游戏的女学生
- 黄仁俊 饰演 咨询室的警察
- 權多咸 饰演 新来的的警察

### 特别出演
- 鄭雄仁 飾演 姜衡澈
- 朴俊奎 飾演 福德房
- 林藝真 飾演 美聲高中校監

## 票房
在韩国上映后连续多日蝉联单日票房榜冠军，第14日累计观影人次突破100万。

## 外部連結
- NAVER上《時間脫離者》的資料
- 韩国电影数据库（KMDb）上《時間脫離者》的資料
- 互联网电影数据库（IMDb）上《時間脫離者》的资料（英文）
- 豆瓣电影上《時間脫離者》的資料 （简体中文）
- Box Office Mojo上《時間脫離者》的資料（英文）
- 爛番茄上《時間脫離者》的資料（英文）